# Starogród (gromada w powiecie mińskim)
Starogród – dawna gromada, czyli najmniejsza jednostka podziału terytorialnego Polskiej Rzeczypospolitej Ludowej w latach 1954–1972.
Gromady, z gromadzkimi radami narodowymi (GRN) jako organami władzy najniższego stopnia na wsi, funkcjonowały od reformy reorganizującej administrację wiejską przeprowadzonej jesienią 1954 do momentu ich zniesienia z dniem 1 stycznia 1973, tym samym wypierając organizację gminną w latach 1954–1972.
Gromadę Starogród z siedzibą GRN w Starogrodzie utworzono – jako jedną z 8759 gromad na obszarze Polski – w powiecie mińskim w woj. warszawskim, na mocy uchwały nr VI/10/7/54 WRN w Warszawie z dnia 5 października 1954. W skład jednostki weszły obszary dotychczasowych gromad Starogród i Starogród Nowy oraz wieś Ptaki z dotychczasowej gromady Borówek ze zniesionej gminy Wielgolas w powiecie mińskim, obszar dotychczasowej gromady Majdan ze zniesionej gminy Siennica w powiecie mińskim oraz obszar dotychczasowej gromady Stodzew ze zniesionej gminy Parysów w powiecie garwolińskim (woj. warszawskie). Dla gromady ustalono 10 członków gromadzkiej rady narodowej.
31 grudnia 1959 z gromady Starogród wyłączono (a) wieś i kolonię Stodzew, włączając je do gromady Parysów w powiecie garwolińskim w tymże województwie oraz (b) wieś Majdan, włączając ją do gromady Siennica w powiecie mińskim, po czym gromadę Starogród zniesiono a jej (pozostały) obszar włączono do gromady Wielgolas w powiecie mińskim.